# Arcipelago della Maddalena
Arcipelago della Maddalena – włoski archipelag położony u północno-wschodnich wybrzeży Sardynii. Wyspy leżą na Szmaragdowym Wybrzeżu (wł. Costa Smeralda). Cieśnina Świętego Bonifacego oddziela  archipelag od francuskich wysp Korsyki i Cavallo.
W 1994 powstał tu Park Narodowy Arcipelago della Maddalena obejmujący wszystkie wyspy archipelagu.

## Największe Wyspy
| Wyspa         | Powierzchnia (km²) | Najwyższe wzniesienie (m n.p.m.) |
| ------------- | ------------------ | -------------------------------- |
| Maddalena     | 19,60              | 156                              |
| Caprera       | 15,75              | 212                              |
| Santo Stefano | 2,97               | 101                              |
| Spargi        | 4,20               | 155                              |
| Budelli       | 1,64               | 87                               |
| Razzoli       | 1,54               | 65                               |
| Santa Maria   | 2,05               | 49                               |

## Galeria

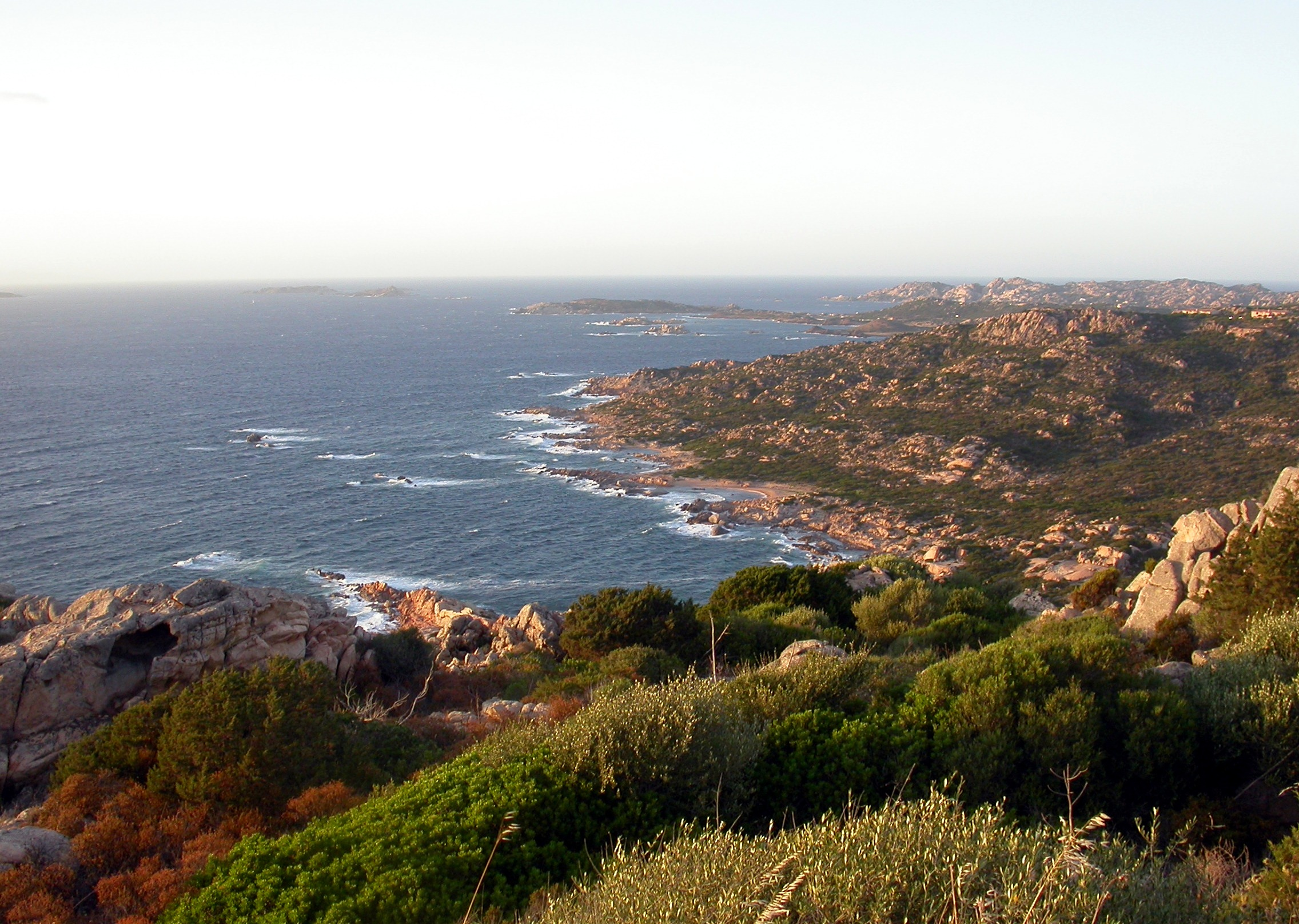
Wybrzeże wyspy Maddalena
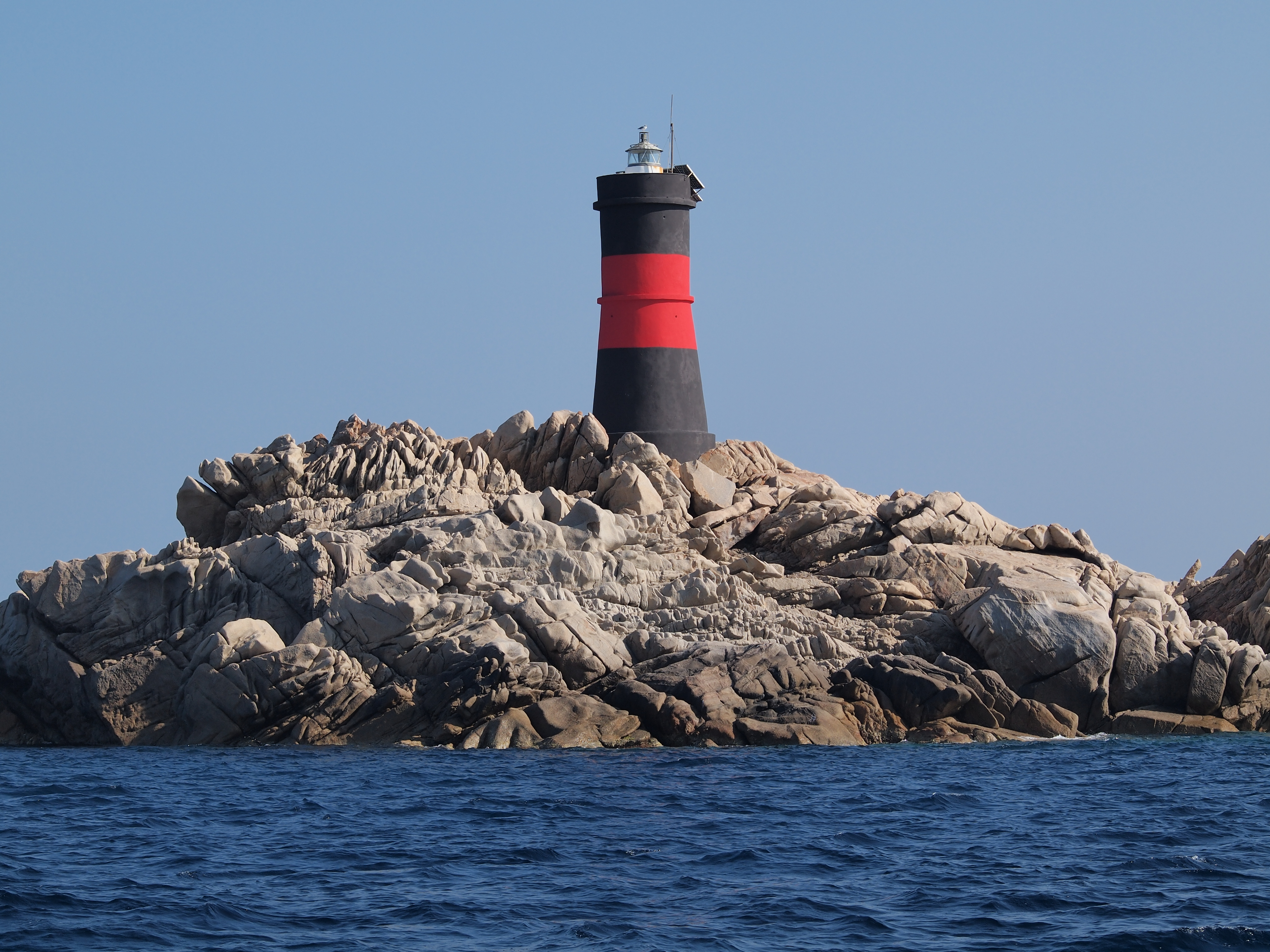
Latarnia morska na wyspie Barrettinelli di Fuori
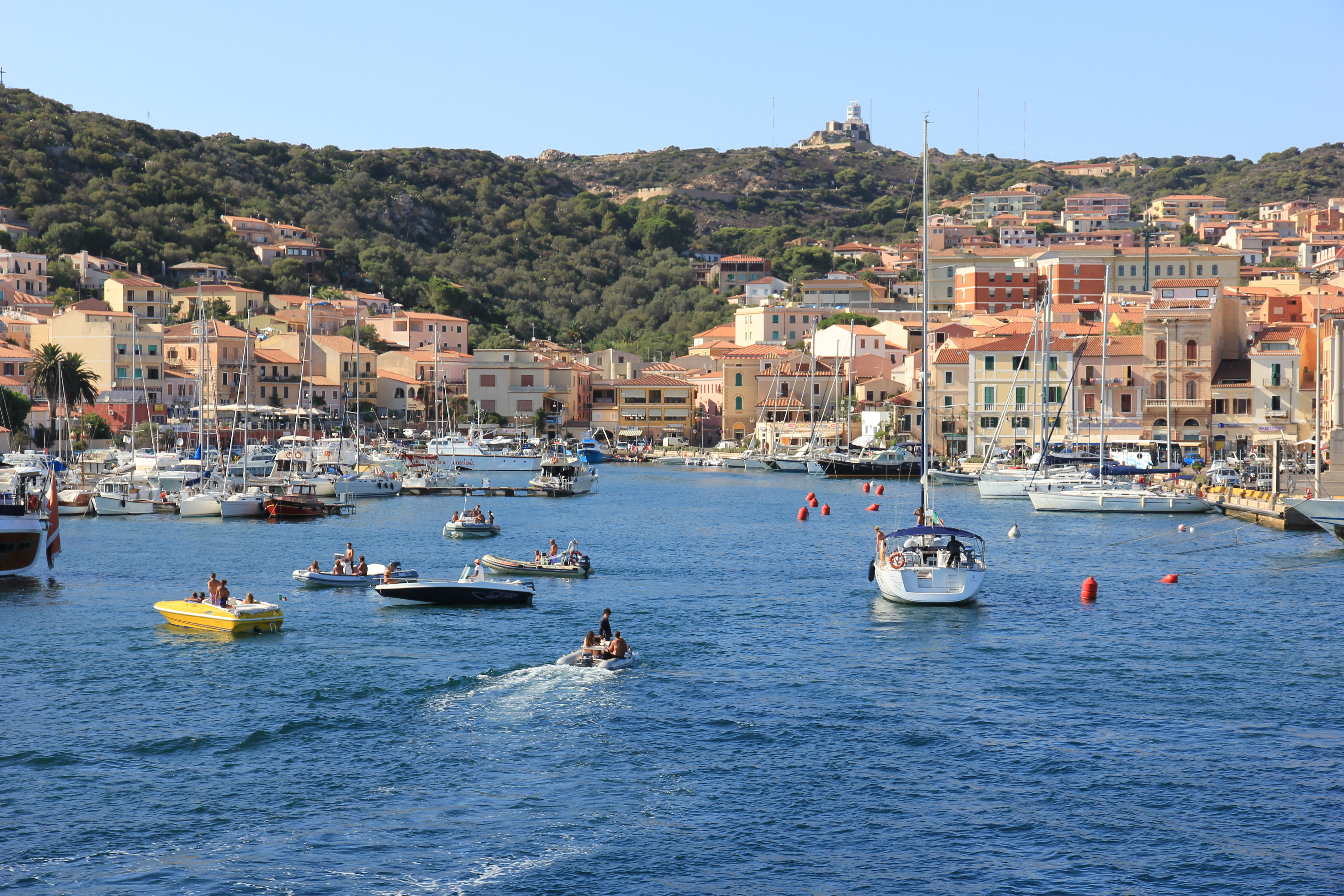
Port w La Maddalena
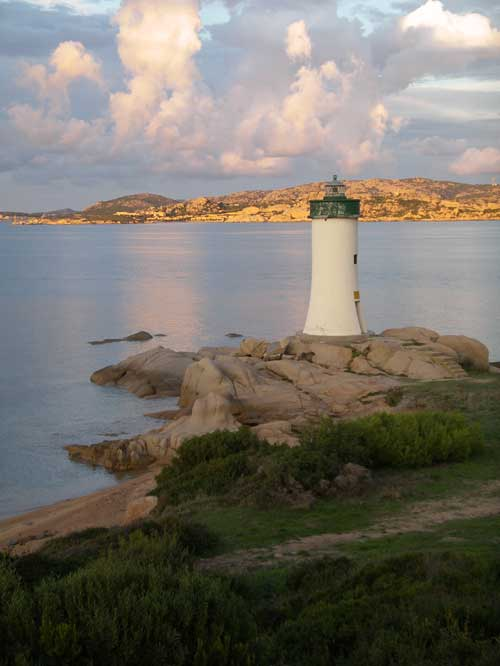
Latarnia morska na Santo Stefano
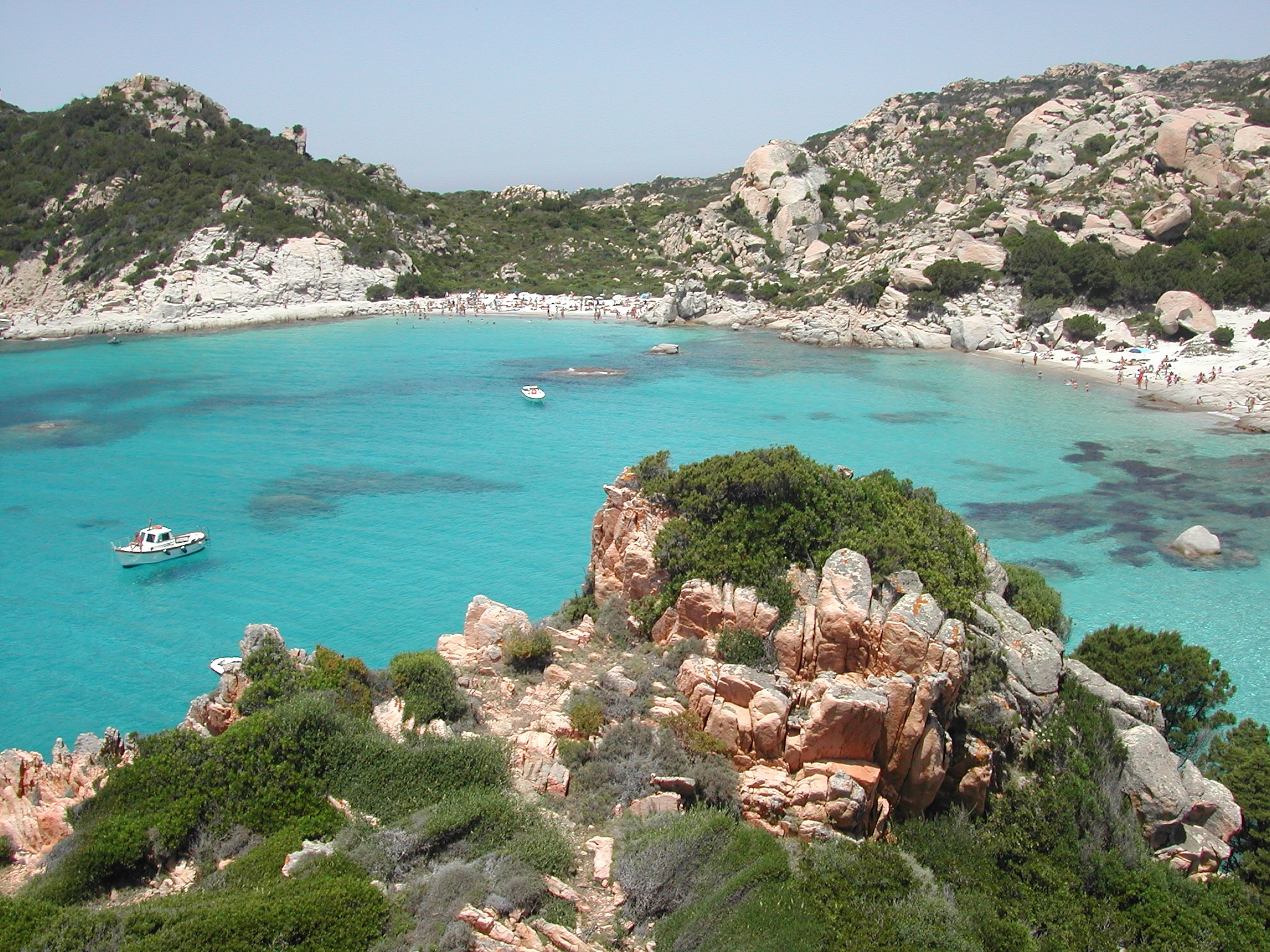
Wyspa Spargi
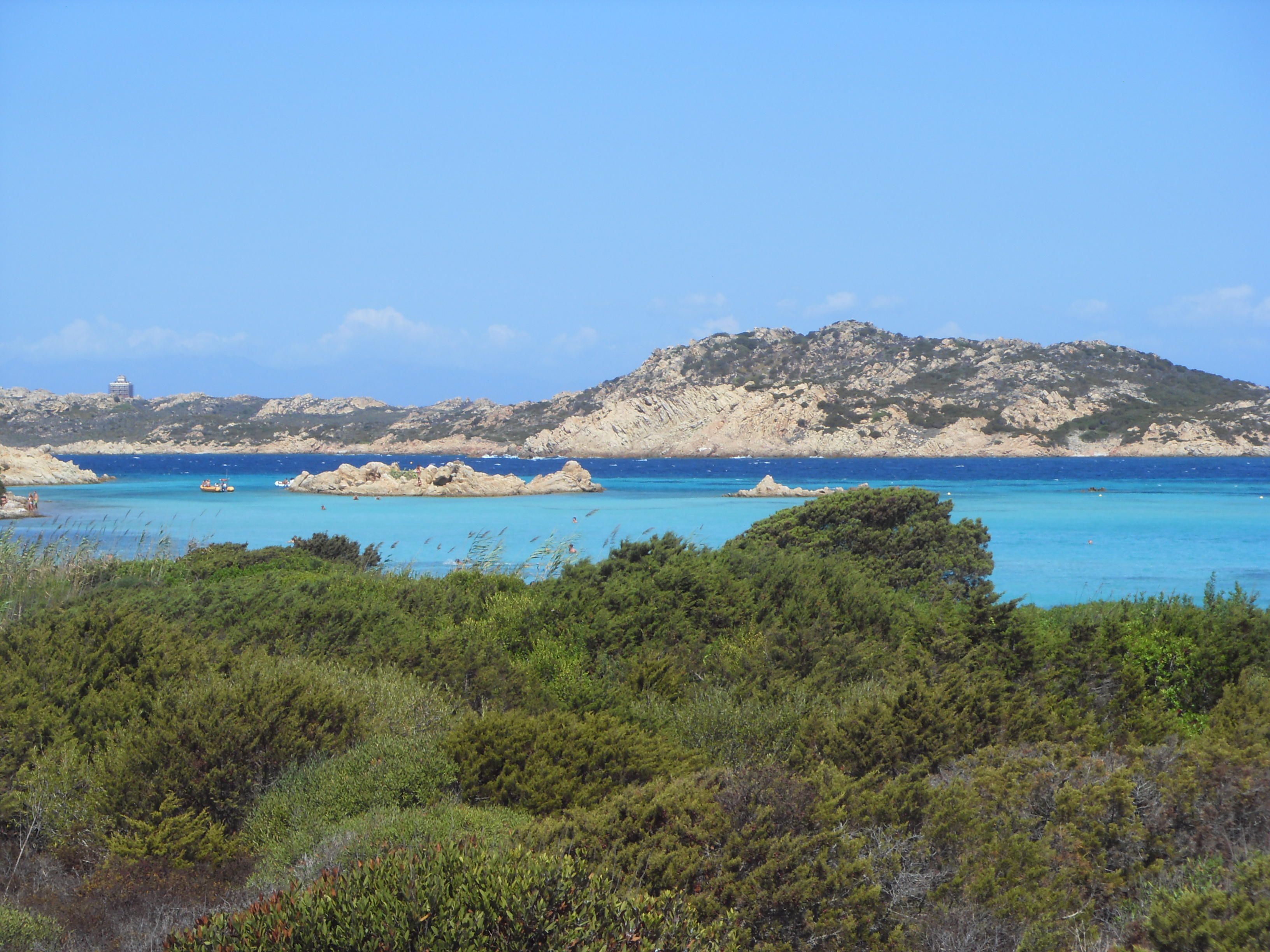
Wyspa Budelli
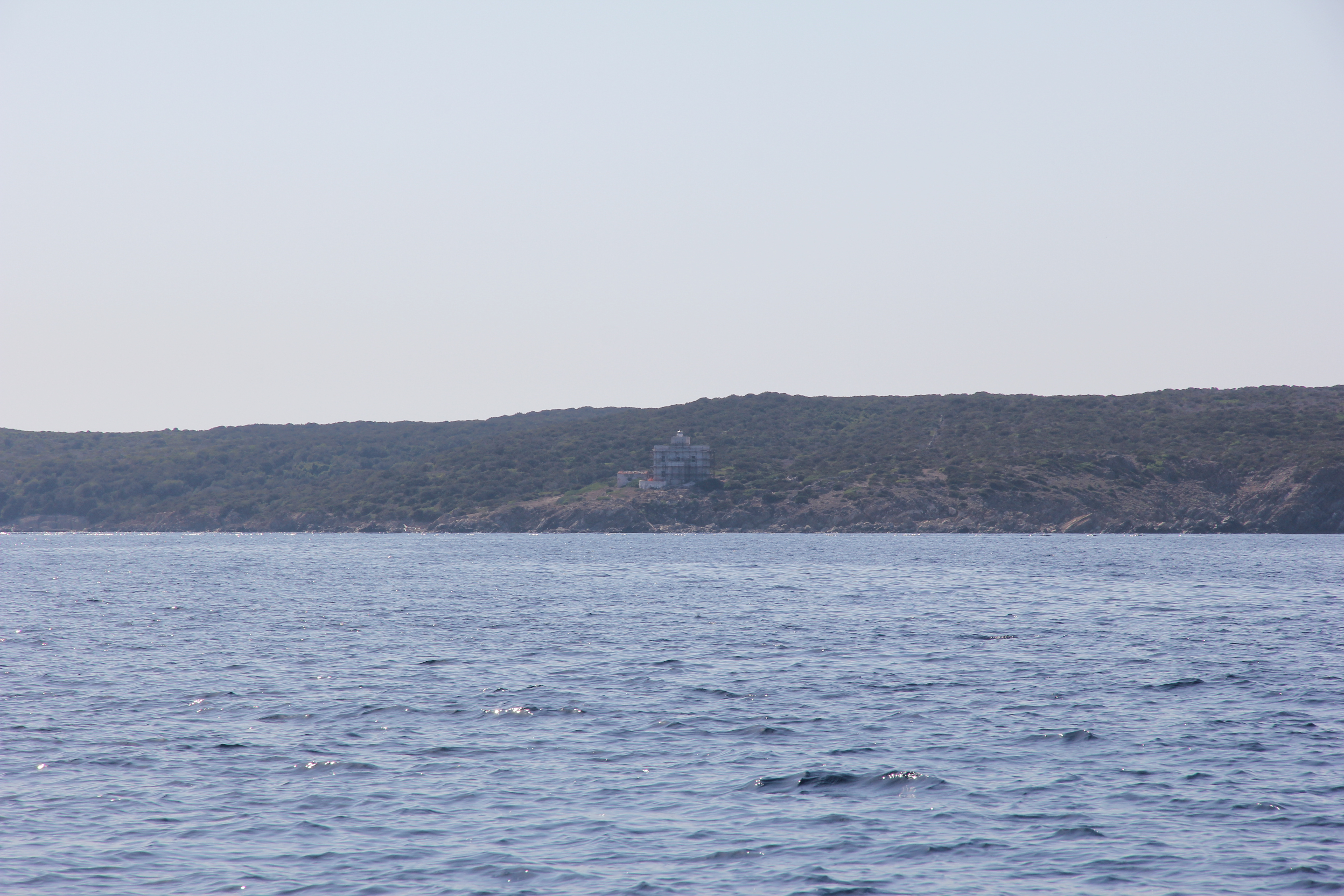
Wyspa Santa Maria
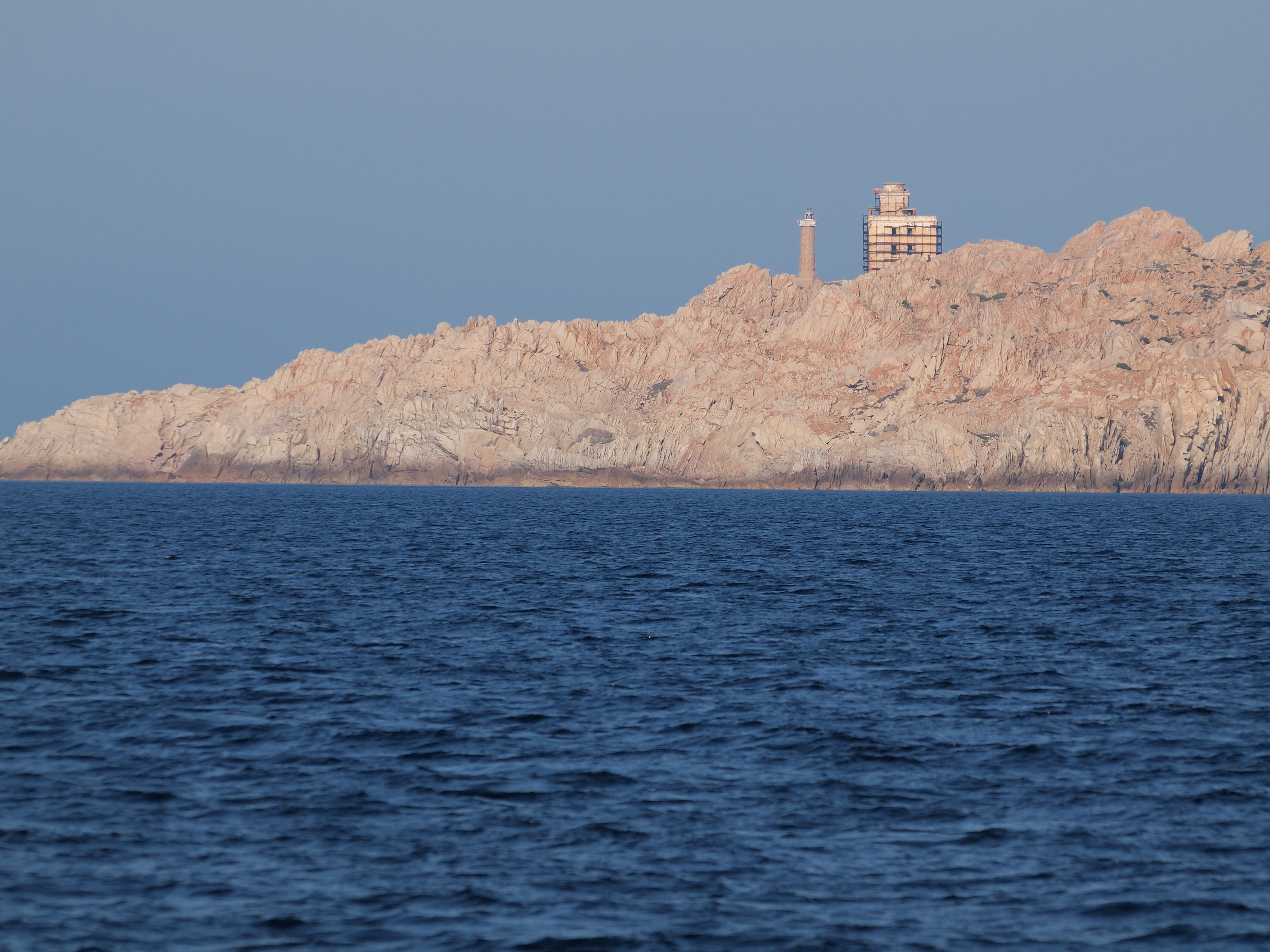
Wyspa Razzoli